# Davidsonska huset, Kungsträdgårdsgatan 2B
För andra betydelser, se Davidsonska huset.

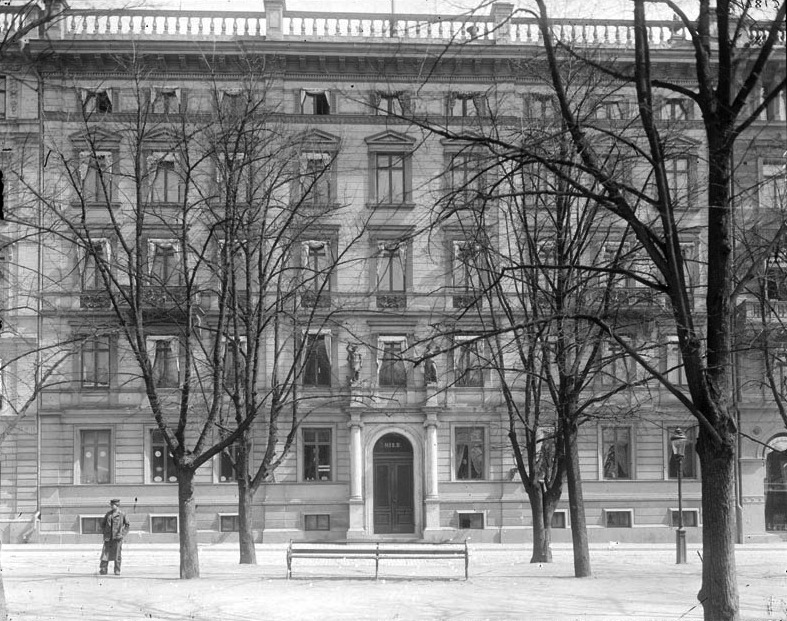
Davidsonska huset 1899.

Davidsonska huset (även kallat Adelsköldska huset och Wannbergska huset) var en byggnad på Kungsträdgårdsgatan 2B i Stockholm, uppförd 1858-1859 av Hasselbackens innehavare konditor Wilhelm Davidson och riven 1902. Det fem våningar höga huset som ritats av Carl Stål och Edvard Medén sågs av sin samtid som ett av Stockholms vackraste moderna hus och inledde raden av nybyggnader och omdaningar i grannskapet vid denna tid. Arkitekterna ritade även det samtida huset på no.8 åt Davidson. I början av 1890-talet genomgick byggnaden en grundlig reparation. Huset ägdes av major C. Adelsköld när det köptes av grosshandlare Axel Wannberg år 1884. Huset användes som familjens bostad tills familjen sålde det vid sekelskiftet 1900 till Stockholms Handelsbank, som 1902 rev byggnaden och uppförde bankpalatset vid Kungsträdgårdsgatan 4 efter Erik Josephsons ritningar.